# Bouddha couché

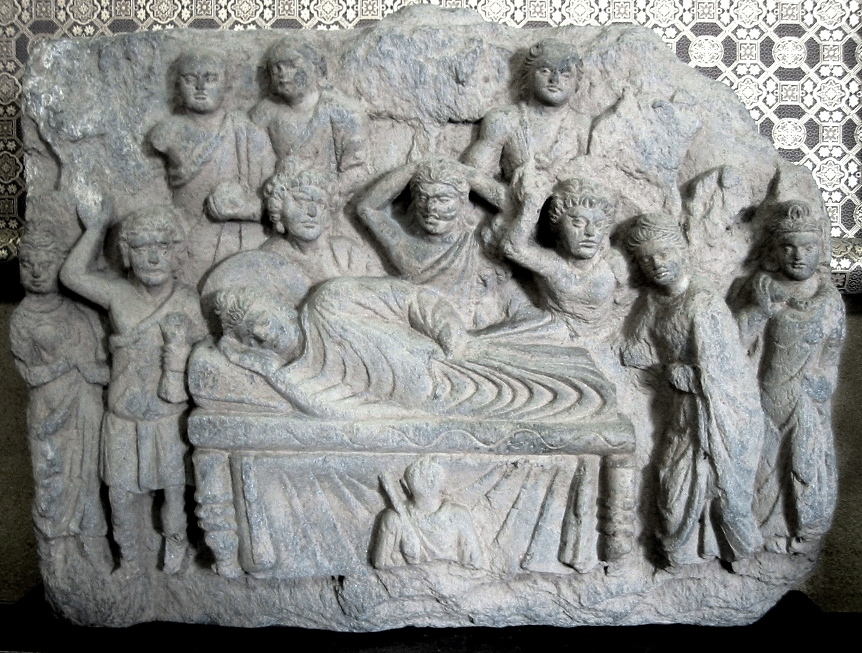
Bouddha en parinirvana, art du Gandhara, IIe ou IIIe siècle

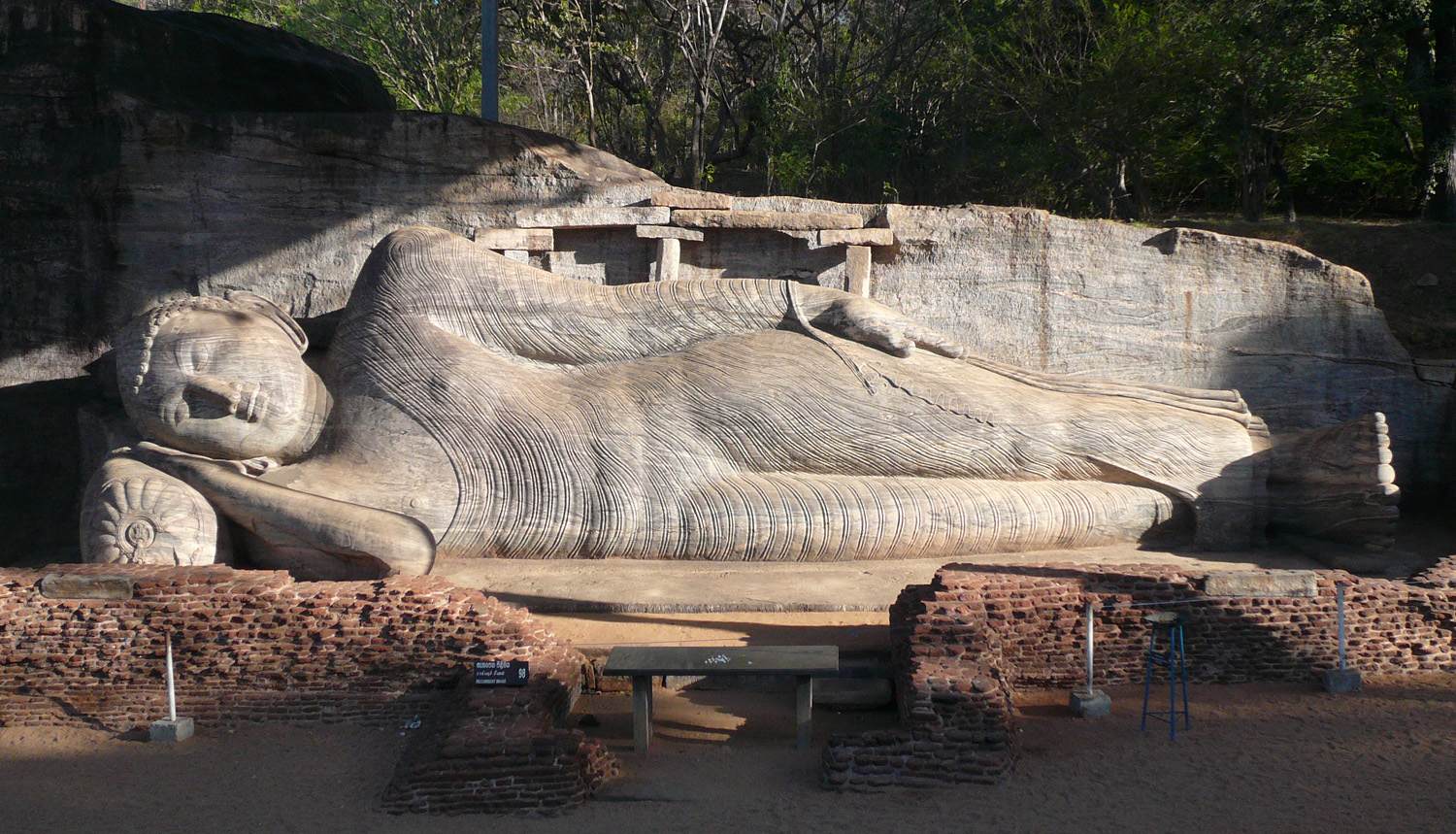
Bouddha couché du Galvihara à Polonnaruwa (Sri Lanka, XIIe siècle)

Le Bouddha couché est un motif iconographique et statuaire important du Bouddhisme. Il représente le bouddha historique lors de sa dernière maladie[réf. nécessaire], sur le point d'entrer dans le parinirvâna. Allongé sur le flanc droit, il a la tête posée sur un coussin ou s'appuie sur son coude droit, soutenant sa tête de la main.
Ce motif semble être apparu en même temps que les autres représentations du Bouddha, dans l'art gréco-bouddhique du Gandhara.

## Sites de Bouddhas couchés célèbres
Birmanie :
- Chaukhtatgyi Paya (Rangoon)

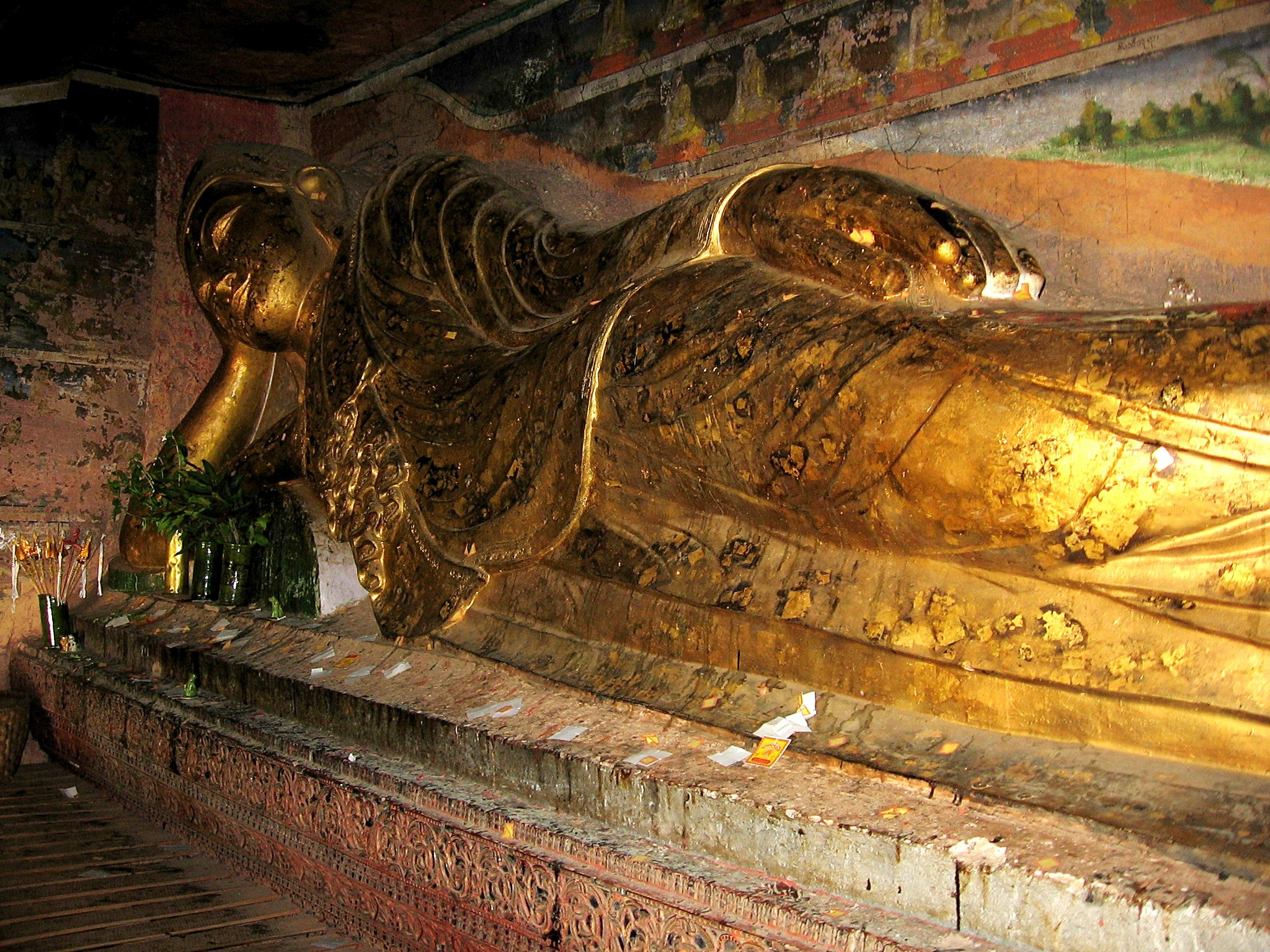
Bouddha couché des grottes de Hpo win (2006)

- Grottes de Hpo win, près de Monywa
- Mohnyin Thambuddhei Paya : 90 m de long (Monywa)
- Shwethalyaung Paya (Pégou)
- Temple de Manuha (Bagan)
- Monastère  Nga Phe Chaung (Lac Inlé)

Cambodge :
- Face ouest du Baphuon à Angkor
- Bouddha monolithique du Phnom Kulen (couché sur son côté gauche)
- Colline de Phnom Sampeou près de Battambang : deux bouddhas couchés
- Phnom Pros près de Kampong Cham : un grand bouddha couché (doré)
- Banlung dans la Province de Rotanah Kiri

Inde :
- grotte no 26 d'Ajantâ
- Temple de Kusinâgar.

Malaisie :
- Wat Chaiyamangkalaram à Penang

Sri Lanka :
- Dambulla
- Gal Vihara à Polonnaruwa (XIIe siècle)

Thaïlande :
- Wat Dhammachaksemaram (bouddha couché du VIIe siècle de style de Dvaravati provenant de Muang Sema)
- Wat Lokaya Sutharam à Ayutthaya
- Wat Pho de Bangkok

Japon :
- Temple Nanzo-in à Sasaguri.